# Girolamo Fantini
Girolamo Fantini (Spoleto, 11 de febrero de 1600-Florencia, 6 de mayo de 1675) fue un trompetista y compositor italiano.
Trompetista mayor del Gran Duque Fernando II de Médici desde 1630, realizó varios viajes dentro y fuera de Italia en el cortejo de aquel Duque. Probablemente en 1636 quedó en Ratisbona en ocasión de la coronación de Fernando III. Fantini aparece citado en una carta de Bourdelot a Mersenne, que habla de él como un virtuoso capaz de ejecutar con su instrumento toda la escala cromática.
De sus obras, destaca el tratado Modo per imparare a sonare di tromba tanto di guerra quanto musicalment in organo, con tromba sordina, col cimbalo e ogni altro istrumento... (Frankfurt, 1638).

## Obras seleccionadas
- Aria „detta la Truxes“
- Balletto „detto del Gauotti“
- Balletto „detto il Lunati“
- Balletto „detto la Squilletti“
- Brando „detto del Bianchi“
- Brando „detto l’Albizi“
- Capriccio „detto del Carducci“
- Corrente „detta del Riccardi“
- Galliarda „detta del Strozzi“
- Prima entrata imperiale
- Ricercata n. 2 „detta del Acciaioli“
- Ricercata n. 9 „detta del Castiglioni“
- Rotta
- Saltarello „detto del Naldi“
- Sarabanda „detta del Zozzi“
- Seconda entrata imperiale
- Sonata per 2 trombe „Detta del Gucciardini“
- Sonata per tromba e basso continuo „detta del Capponi“
- Sonata per tromba e basso continuo „detta del Monte“
- Sonata per tromba e basso continuo „detta del Panicalora“
- Sonata imperiale I
- Sonata imperiale II
- 8 sonate per tromba e basso continuo:
  - Sonata per tromba e basso continuo n. 1 „detta del Colloreto“
  - Sonata per tromba e basso continuo n. 2 „detta del Gonzaga“
  - Sonata per tromba e basso continuo n. 3 „detta del Niccolini“
  - Sonata per tromba e basso continuo n. 4 „detta del Saracinelli“
  - Sonata per tromba e basso continuo n. 5 „detta dell’Adimari“
  - Sonata per tromba e basso continuo n. 6 „detta del Morone“
  - Sonata per tromba e basso continuo n. 7 „detta del Vitelli“
  - Sonata per tromba e basso continuo n. 8 „detta del Nero“